# Polystichtis amphis
Polystichtis amphis är en fjärilsart som beskrevs av William Chapman Hewitson 1870. Polystichtis amphis ingår i släktet Polystichtis och familjen Riodinidae. Inga underarter finns listade i Catalogue of Life.